# Extra-Posten
Extra-Posten, eller Extra Posten, var en i Stockholm 1792–1795 utgiven daglig tidning, som grundades av boktryckaren Johan Christopher Holmberg och vars första nummer utgavs 1 oktober 1792. 
För sin framgång och den plats den intar i svenska litteraturens och pressens historia hade tidningen huvudsakligen att tacka Carl Gustaf af Leopolds bidrag (uppsatser och dikter) samt den polemik, som han och andra i densamma förde rörande Thomas Thorild, Lorens Münter Philipson, Per Enbom m.fl. Förutom Leopold medverkade i tidningen Isak Reinhold Blom, Johan Stenhammar, Josias Carl Cederhielm, Pehr Tham, Johan Kristoffer Georg Barfod m.fl. 10 december 1792 offentliggjordes, antagligen för första gången i Sverige, i "Extra-Posten" revolutionskvädet Marseljäsen, och två dagar senare innehöll tidningen en orimmad översättning av nämnda kväde. 8 september 1795 blev den indragen till följd av ett dagen förut infört citat ur Luthers skrifter, vars meddelande av regeringen ansågs utgöra ett brottsligt angrepp på lutherska läran. Det beslöts, att utgivaren skulle åtalas, men Leopold anmälde sig då som den brottslige, och förbrytelsen lär ha försonats med 16 riksdaler 32 skilling banco i böter.